# Martensrade
Martensrade là một đô thị thuộc huyện Plön, trong bang Schleswig-Holstein, nước Đức. Đô thị Martensrade có diện tích 19.53 km², dân số thời điểm 31 tháng 12 năm 2006 là 998 người.